# Дзержинський (місто)
Дзержи́нський (рос. Дзержинский) — місто обласного підпорядкування в Московської області, адміністративний центр Дзержинського міського округу, Росія.

## Географія
Місто знаходиться за МКАД на межі міста Москва. Найближчі станції метро «Кузьминки» та «Люблино» — Південно-Східний округ міста Москва, мікрорайон Капотня
.

## Історія
За переказом влітку 1380 року московський князь Дмитрій напередодні Куликовської битви перебуваючи за 15 верст від Москви побачивши в небі знамення вигукнув: «Сия вся угреша сердце мое!» («Це все зігріло серце моє!»). А вже після перемоги на Куликовому полі на цьому місці постановив звести Храм святого Николая та монастир. У 1812 році монастир був зайнятий французами.
Радянська влада різко змінила звичний уклад життя Угреші. У 1921 році в монастирі поселяється дитяча колонія МОНО, яка отримала назву «Червоне дитяче містечко». У 1926 році останній діючий храм припинив своє існування. Тут було створено трудову комуну N2 — її історія стала основою фільму «Путівка в життя» (1931), у 1936 році їй присвоїли ім'я Дзержинського. На території монастиря почалось будівництво. У 1938 року селище стає самостійною адміністративною одиницею.
Після війни тут налагоджують виробництво зарядів для «Катюш». А у травні 1981 року робітниче селище Дзержинський перетворюється у місто районного підпорядкування. У 1990 році монастир було повернуто Російській православній церкві і він отримав статус ставропігії. 4 вересня 1996 року місто Дзержинський отримало статус обласного та виведене зі складу Люберецького району. 

## Населення
Населення — 47163 особи (2010; 41488 у 2002).

## Господарство
У місті діють ТЕЦ-22, підприємства хімічної промисловості, завод залізобетонних конструкцій.
Є 5 середніх шкіл, ПТУ. Музична школа, школа мистецтв. Кабельне телебачення. З 2006 року видається газета «Угрешские вести».

### Миколо-Угреський монастир

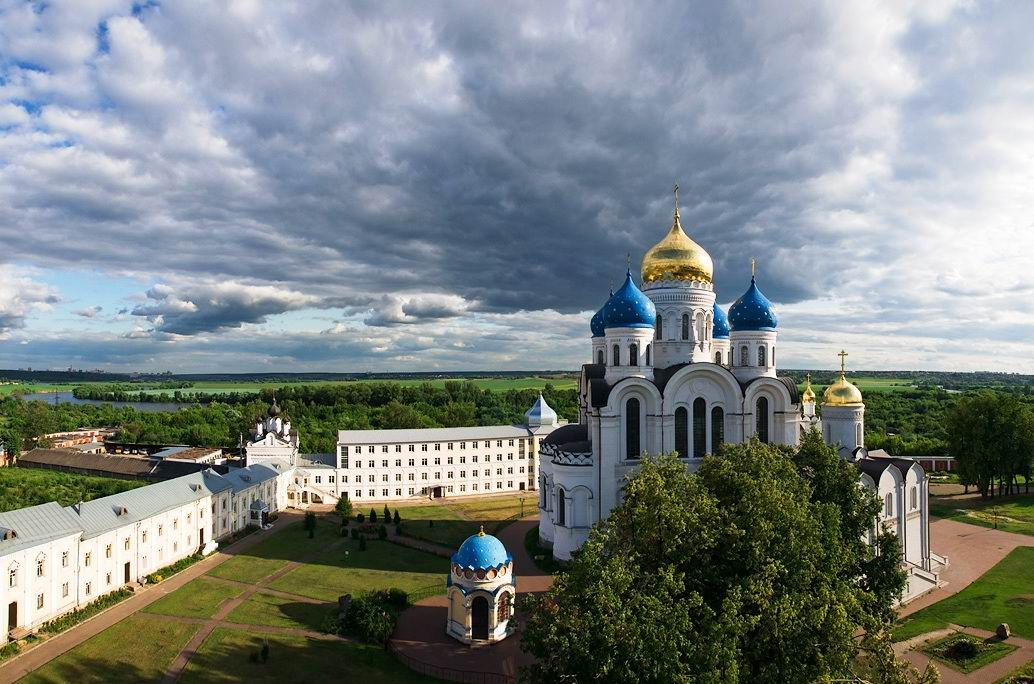
Миколо-Угреський монастир

Головною пам'яткою та святинею міста є Миколо-Угреський монастир був заснований у 1380 році Великим князем Дмитром Івановичем на честь його перемоги на Куликовому полі. У радянські часи монастир запустів і лише у 1990 році до нього почали повертатись монахи. У 1998 році при монастирі відкрито Духовне училище, яке у 1999 році було перетворено в Миколо-Угреську семінарію. Монастир має статус Ставропігії.
Головним храмом монастиря є Спасо-Преображенський собор — пам'ятка архітектури кінця ХІХ століття. Також його комплекс включає Храм успіння Пресвятої Богородиці.

## Персоналії
В Дзержинському народився олімпійський чемпіон Крюков Микита Валерійович, російський лижник та олімпійський чемпіон.

## Міста-побратими
В Росії:
- Малоярославець
- Іваново
- Гусь-Хрустальний
- Озьори
- Солигалич
- Зарічний
- Губкін
- Алексин
- Біломорськ
- Харабалі
- Знаменськ

За кордоном:
- Мармарис (Туреччина)
- Берковиці (Болгарія)
- Монтана (Болгарія)
- Ельяна (Іспанія)
- Красноперекопськ (Україна)[8]